# Supergrass (album)
Supergrass è il terzo album discografico in studio del gruppo musicale alternative rock inglese Supergrass, pubblicato nel 1999.

## Tracce
1. Moving - 4:26
2. Your Love - 3:27
3. What Went Wrong (In Your Head) - 4:05
4. Beautiful People - 3:22
5. Shotover Hill - 3:43
6. Eon - 3:44
7. Mary - 4:00
8. Jesus Came from Outta Space - 4:10
9. Pumping on Your Stereo - 3:20
10. Born Again - 3:38
11. Faraway - 5:05
12. Mama & Papa - 2:30

## Formazione
- Gaz Coombes - voce, chitarra
- Mick Quinn - basso, voce
- Rob Coombes - tastiere
- Danny Goffey - batteria, cori

## Classifiche
- Official Albums Chart - #3[1]